# The Imperial March
The Imperial March oder Darth Vaders Thema (auch Imperialer Marsch) ist ein musikalisches Thema aus den Soundtracks zu den Star-Wars-Filmen. Die Komposition wurde von John Williams für Das Imperium schlägt zurück (1980) geschrieben und gilt als eines der bekanntesten sinfonischen Themen aus dem Bereich Film sowie in weiterer Folge auch als populäres Exempel für Leitmotivtechnik (Darth Vaders Thema). Das Werk wurde am 29. April 1980, fünf Tage vor dem Erscheinen des Films, vom Boston Pops Orchestra uraufgeführt.

## Musikalische Struktur
Prägend für das Stück sind die harten, dumpfen Viertelschläge in den Bässen (Celli, Kontrabässe und Tuba) sowie die unvermittelten harmonischen Rückungen. Diese Klänge erzeugen eine düstere, unheilschwangere Stimmung. Das Stück schwankt von Takt zu Takt zwischen klassischer Tonalität und atonalen Klangfolgen, bereits im ersten Takt erklingen nacheinander die entfernten Tonarten g-moll und es-moll, auf die in Takt 6 unvermittelt eine Rückung in das weit entlegene cis-moll folgt.
Der einprägsame Rhythmus mit seinen punktierten Achteln und dem Ruhepunkt auf einer halben Note wiederholt sich zunächst alle zwei Takte, um dann mit Sechzehnteln vorangetrieben zu werden. Zugleich vollführen die oberen Stimmen Oktavsprünge.

## Vorkommen in Star Wars (Auswahl)
Der Marsch erklingt in den Star-Wars-Filmen meist als Motiv für den Antagonisten Darth Vader. Er ist in allen Episoden zu hören, mit Ausnahme von Krieg der Sterne (1977) (hatte dort aber einen unauffälligen, motivischen Vorläufer). Das Stück wird Imperial March, Darth Vaders Thema oder auch Thema der Dunklen Seite genannt.
Auf CD ist er auf dem Soundtrack zu The Empire Strikes Back enthalten, eingespielt mit dem London Symphony Orchestra.

### Episoden I bis III
Kurze Passagen des Marsches sind vereinzelt immer wieder in anderen Titeln eingebettet zu finden, meist um in Szenen musikalisch auf das Schicksal Anakin Skywalkers hinzudeuten, der sich im Verlauf der ersten drei Episoden vom hoffnungsvollen Jungen zum dunklen und gnadenlosen Bösen wandelt.
Erstmals findet man ihn im Thema des jungen Anakin in Die dunkle Bedrohung (Episode I), in dem gegen Ende eine eindeutige Bezugnahme hörbar ist. Eine ähnliche Stelle hört man gegen Ende des Films, während eines Dialogs zwischen Yoda und Obi-Wan Kenobi über die Ausbildung Anakins zum Jedi. Doch auch beim Anakin-Thema selbst handelt es sich um ein dem imperialen Marsch verwandtes Thema, das einige versteckte Bezüge aufweist und insgesamt die Marschstilistik zu Gunsten einer eher fließenden Melodie aufgelöst hat.
In Angriff der Klonkrieger (Episode II) findet sich der Imperiale Marsch ebenfalls an verschiedenen Stellen, dieses Mal zumeist in Szenen, in denen Anakin aktiv beteiligt ist, um den weiteren Weg des angehenden Jedi vorauszudeuten, so etwa, als er den Tod seiner Mutter mit dem Hinschlachten eines Tusken-Stammes rächt, beziehungsweise verstärkt, als er Padmé Amidala erzählt, was er getan hat. Am deutlichsten tritt er in der Schlussszene in Erscheinung, als die versammelte Klonarmee Coruscant verlässt. Auch in den letzten Sekunden des Abspanns hört man Teile des Themas.
Am häufigsten hört man den Imperialen Marsch in Die Rache der Sith (Episode III). Er ist hörbar, als Anakin vom Jedi-Rat nicht in den Rang eines Meisters erhoben wird, Anakin Mace Windu über Palpatines wahre Identität aufklärt, Darth Sidious Anakins Namen in Darth Vader ändert und ihm befiehlt, alle verbliebenen Jedi zu töten, die Klone Yoda suchen, nachdem der erste Versuch fehlschlägt, die Order 66 auszuführen, und Vader sich auf die Ermordung der Separatisten-Anführer vorbereitet. Darüber hinaus wird das Thema verwendet, als Padmé Anakins Angebot zur Herrschaft über die Galaxis ausschlägt, während des Duells zwischen Yoda und Sidious und nachdem Vaders Operation mit dem Aufsetzen der Maske abgeschlossen worden ist. Kurz zu hören ist der Marsch auch, als Sidious und Vader über die Konstruktion des Todessterns sprechen.

### Episoden V und VI
Das erste Mal hört man den Imperialen Marsch in Das Imperium schlägt zurück (Episode V), während das Imperium Suchdroiden in die Galaxis aussendet, um Luke Skywalker zu finden. Der Marsch wird hier von Piccoloflöten eingespielt. In seiner Originalform hört man ihn beim Erscheinen von Darth Vaders Flaggschiff. Außerdem erklingt er während der Schlacht von Hoth und im Asteroidenfeld.
In Die Rückkehr der Jedi-Ritter (Episode VI) wird der Marsch vereinzelt als Motiv für Vader verwendet. Ebenfalls erklingt das Motiv bei der Ankunft von Imperator Palpatine am zweiten Todesstern. Als Anakin in Lukes Armen stirbt, hört man ein alternatives Ende für den Marsch auf der Harfe.

### Episoden VII bis IX
Zwei Takte des Themas sind in Das Erwachen der Macht (Episode VII) zu hören, als Kylo Ren die verkohlten Überreste des Helm von Darth Vader betrachtet. Ebenso stimmt die Melodie im Hintergrund an, als in Die letzten Jedi (Episode VIII) der Oberste Anführer Snoke seinen Schüler Kylo Ren als potenziellen „neuen Vader“ bezeichnet. In Der Aufstieg Skywalkers (Episode IX) wird das Motiv gleich mehrfach verwendet: Als erneut Vaders verkohlte Maske im Besitz von Kylo Ren gezeigt wird oder Imperator Palpatine zu Beginn des Films seine neu aufgestellte Armada aus Sternenzerstörern präsentiert. Des Weiteren als der Sith-Sternenzerstörer den Angriff auf den Planeten Kijimi beginnt. Die mit Harfe eingespielte Version der Melodie aus Episode VI wird hier erneut gespielt, als Rey Skywalker auf dem Wrack des Todessterns den zerstörten Thronsaal des Imperators findet.

### Rogue One: A Star Wars Story
Komponist Michael Giacchino verwendet das Thema an zwei Stellen im Ableger Rogue One (2016): Bei der Begegnung von Direktor Krennic mit Darth Vader in dessen Festung sowie in der finalen Szene, als das Schiff von Prinzessin Leia in den Hyperraum flüchtet und die Handlung nahtlos in Krieg der Sterne (Episode IV) übergeht.

### Solo: A Star Wars Story
In diesem weiteren Ableger mit der Musik von John Powell, wird der Marsch das erste Mal in der Fiktion selbst als Teil der Filmwelt gespielt, als Han Solo sich bei der imperialen Akademie als Pilot einschreiben will und in einem Raumhafen auf Corellia imperiale Propaganda abgespielt wird.

### Obi-Wan Kenobi
Während die 2022 erschienene Fernsehserie Obi-Wan Kenobi trotz dem häufigen Auftreten von Darth Vader weitgehend auf die bekannte Melodie verzichtet, wird sie dennoch in der letzten Folge der Serie gespielt, nachdem Vader dem Imperator nach seinem Kampf gegen Obi-Wan in seiner Festung auf Mustafar Bericht erstattet. Dies ist auch die einzige Stelle in der Serie, in der der Marsch gespielt wird.

## Verwendung außerhalb der Star-Wars-Filme
Außerhalb der Star-Wars-Filme wird das Thema teilweise mit totalitären oder diktatorischen Personen assoziiert. Entsprechend fielen beispielsweise Reaktionen aus, als die Berichterstattung des zu Channel 4 gehörenden +1-Kanals nahelegte, das Stück sei bei der Ankunft des saudischen Königs Abdullah in London am 30. Oktober 2007 von der Queen’s Guard Band gespielt worden. Tatsächlich war in diesem Moment zwar die saudische Nationalhymne gegeben worden, während der Marsch – neben anderen Motiven aus bekannten Filmen – vor Abdullahs Eintreffen ertönt war und Channel 4 die Szenen zusammengeschnitten hatte. Doch die leicht irreführende, ironische Berichterstattung gab zu entsprechenden Kommentaren in der Times und in zahlreichen Blogs Anlass.
Außerdem wurde der Marsch wiederholt bei Sportveranstaltungen verwendet, etwa beim Super Bowl 2003 (Finale der amerikanischen American-Football-Liga). Vor Heimspielen der New York Yankees wird das Stück gespielt, wenn die gegnerische Mannschaft das Spielfeld betritt. Seitdem die Yankees den Spitznamen Evil Empire von den Boston Red Sox übernommen haben, ist das zu einer festen Zeremonie geworden. Der kanadische Dart-Weltmeister John Part benutzt den Marsch als Einlaufmusik bei Turnieren.
Volkswagen nutzte den Imperial March 2011 für einen Werbefilm beim Super Bowl, in dem ein kleiner Junge als Darth Vader verkleidet einen VW Passat mit Hilfe der Macht „einschaltet“. Das Video ist anschließend bei YouTube über 60 Millionen Mal aufgerufen worden. Ein späterer VW-Werbefilm, in dem Hunde den Imperial March bellen, war längst nicht so erfolgreich.
Auch finden sich viele Anspielungen in der Popkultur. So wird in einigen Folgen der Serie Die Simpsons das Thema für den boshaften Geschäftsführer Mr. Burns verwendet. In der Serie The Big Bang Theory wird das Stück von den Hauptdarstellern mehrmals angespielt, die allesamt auch Star-Wars-Nerds sind.
Der Marsch wird häufig verwendet, wenn Techniker mit unorthodoxen Instrumenten Musik machen. So gibt es den Imperialen Marsch als Diskettenlaufwerk-, Festplatten-, Teslaspulen-, CNC-Maschinen- und Scannerversion.